# Mary Wheelhouse
Mary Vermuyden Wheelhouse (Leeds, c. 1868

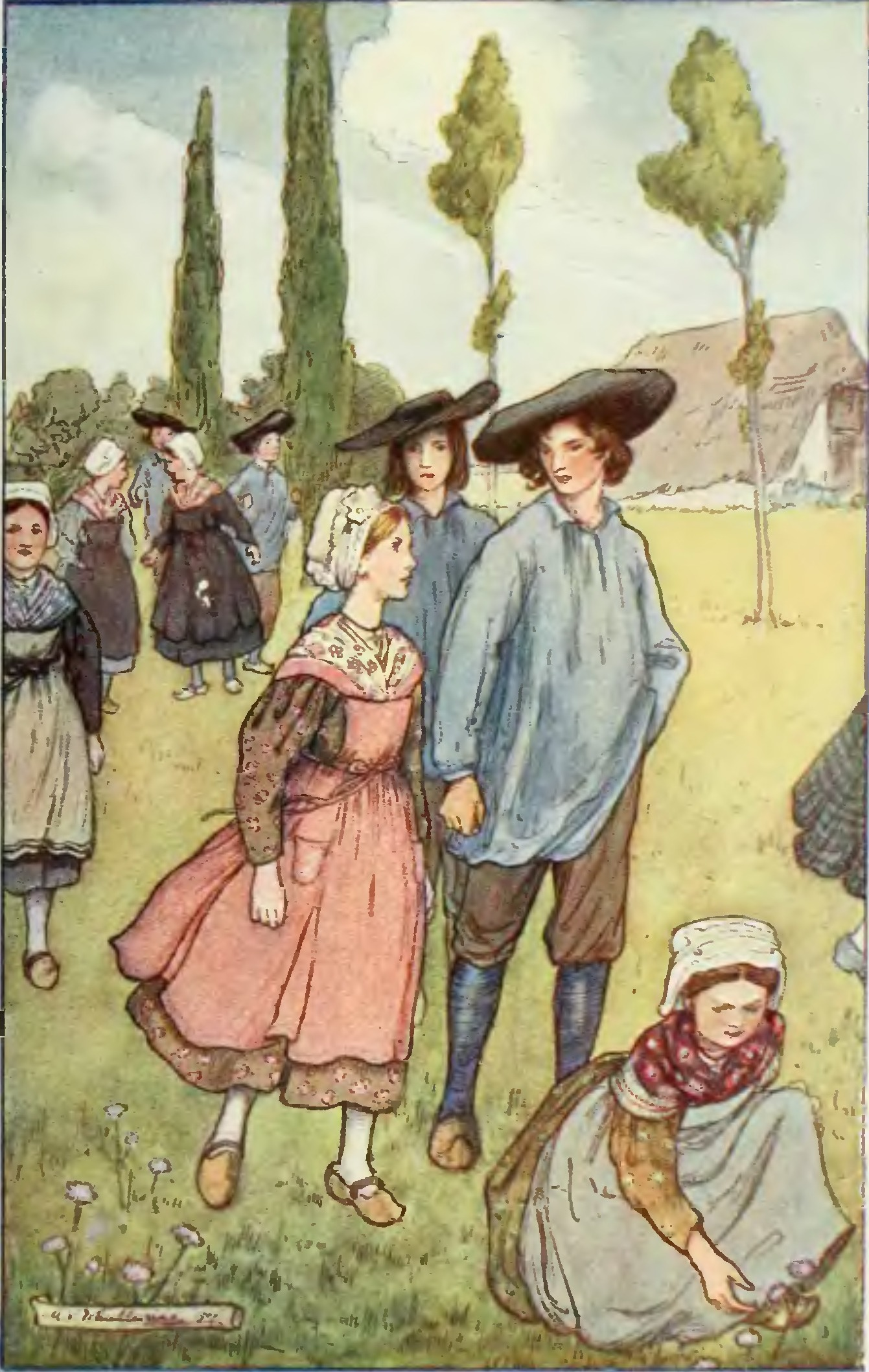
Ilustración de Mary Wheelhouse en la novela de George Sand Les Maîtres Sonneurs (Los gaiteros), Londres, 1908

 – c. 1947
 ) fue una pintora, ilustradora, juguetera y sufragista británica.

## Trayectoria
Mary Wheelhouse nació en Leeds, Yorkshire. Probablemente estudió en la Escuela de Arte de Scarborough alrededor de 1895 y después, durante tres años, en la Académie Delécluse de París. Wheelhouse estuvo en el comité ejecutivo del Club Internacional de Arte de Mujeres (WIAC), fundado por estudiantes de la Académie Delécluse, entre 1904 y 1906 y entre 1908 y 1914.
A partir de 1900, Wheelhouse vivió en Chelsea, compartiendo residencia con la artista Louise Jacobs durante algún tiempo. Junto a ella dirigió la tienda Pomona Toys, en Cheyne Walk, suministrando juguetes infantiles a Fortnum's, Liberty's y Harrods. Exhibieron juguetes en la Exposición de Artes y Oficios de 1916 e ilustró una gran cantidad de libros y libros infantiles, principalmente de escritoras, entre las que se encuentran George Eliot, Juliana Horatia Ewing, George Sand y Elizabeth Gaskell. 
Wheelhouse hizo campaña por el sufragio femenino y fue miembro de la junta directiva de la Artists' Suffrage League, fundada en 1907.

## Obras ilustradas
- Holly House and Ridges Row, de May Baldwin, W. & R. Chambers, Londres, 1908.[6]
- Les Maîtres Sonneurs (Los gaiteros), George Sand, Londres,1908.
- Good Wives, de Louisa M. Alcott, G. Bell & Sons, Londres, 1911.[7]